# Det romerske Senat
Det romerske Senat (latin: Senātus Rōmānus), eller blot Senatet, var den øverste forsamling og det styrende organ for aristokratiet i antikkens Rom. Senatets magt ændrede sig gennem tiden, men det eksisterede fra byen Roms tidligste dage (som traditionelt siges at være grundlagt i 753 f.Kr.) som Kongerigets Senat, videre til Republikkens Senat og Kejserdømmets Senat, og slutteligt det Byzantinske Senat i Østromerriget. Dermed strakte dets virketid sig langt ind i den postklassiske æra og middelalderen.
I perioden med det Romerske Kongerige fungerede Senatet det meste af tiden primært som et rådgivende organ for kongen. Men da det var et valgmonarki, valgte Senatet også de nye romerske konger. Den sidste konge af Rom, Lucius Tarquinius Superbus, blev væltet ved et statskup ledet af Lucius Junius Brutus, der herefter grundlagde den Romerske Republik.
I den tidlige Romerske Republik var Senatet politisk svagt, mens de forskellige udøvende romerske magistrater havde stor magt. Disse magistrater udpegede senatorerne på livstid (medmindre de blev ekskluderet af de romerske censorer). Overgangen fra et monarki til ét styre baseret på en forfatning var sandsynligvis gradvis, og det tog adskillige generationer, før Senatet kunne hævde sig over for de udøvende magistrater. I midten af republikken nåede Senatet sit højdepunkt. Under den sene Romerske Republik faldt Senatets magt, hvilket begyndte efter plebejertribunerne Tiberius og Gajus Gracchus' reformer.
Efter overgangen fra den Romerske Republik til det Romerske Kejserrige (principatet) mistede Senatet en stor del af sin politiske magt og prestige. I kølvandet på kejser Diocletians forfatningsreformer blev Senatet politisk irrelevant. Da magtens centrum blev flyttet ud af Rom, blev Senatet reduceret til et rent kommunalt organ. Dette fald i status blev understreget, da Konstantin den Store oprettede et ekstra senat i Konstantinopel.
Efter Romulus Augustulus blev afsat i 476 e.Kr., fungerede Senatet i det Vestromerske Rige under ledelse af Odoaker (476-489) og videre under det ostrogotiske styre (489-535). Senatet genvandt sin officielle status efter Justinian d. 1.'s generobring af Italien, men det Vestromerske Riges Senat forsvandt endeligt efter år 603, som er dateringen for dets sidste registrerede offentlige handling.
I middelalderen bar nogle romerske aristokrater stadig titlen senator, men på dette tidspunkt var det udelukkende en ærestitel og reflekterede ikke, at der eksistensede et egentligt senat, som fra antikken. Det Østromerske Riges Senat i Konstantinopel overlevede derimod helt frem til det 14. århundrede.

## Under det Romerske Kongerige
Senatet blev efter traditionen grundlagt af Romulus – Roms mytiske grundlægger – som en rådgivende forsamling af 100 familieoverhoveder, kaldet patres ("fædre"), hvorfra begrebet patricier blev afledt. Ordet 'senat' stammer fra det latinske ord 'senex', der betyder "gammel mand". Derfor betyder ordet 'senat' egentlig "råd af ældste".
Omkring republikkens begyndelse skulle Lucius Junius Brutus have øget antallet af senatorer til 300; de blev kaldt conscripti ("hvervede mænd"), fordi Brutus havde hvervet dem. Derfor tiltaltes senatets medlemmer Patres et Consripti, efterhånden forkortet til Patres Conscripti ("hvervede fædre").

## Under den Romerske Republik
Det romerske senat i republikken vedtog dekreter kaldet senatus consulta. Disse dekreter fungerede formelt set som "råd" fra Senatet til en magistrat. Selvom dekreterne ikke havde juridisk bindende kraft, blev de som regel adlydt i praksis.
Hvis et senatus consultum var i konflikt med en lov (lex), der var vedtaget af en folkeforsamling, gjaldt loven. Det skyldes, at et senatus consultum baserede sin autoritet på tradition og praksis, ikke på loven selv. Et senatus consultum kunne dog bruges til at fortolke en lov.
Gennem disse dekreter styrede Senatet de romerske magistrater – særligt de romerske konsuler (de øverste magistrater) i deres udøvelse af militære konflikter. Senatet havde også enorm magt over den civile styre i Rom. Dette gjaldt især forvaltningen af statens finanser, da Senatet alene kunne godkende udbetalinger af offentlige midler fra statskassen. I takt med at den Romerske Republik ekspansion kontrollerede Senatet også administrationen af de romerske provinser, som blev styret af tidligere konsuler og praetorer. Senatet besluttede således, hvilke magistrater der skulle administrere de enkelte provinser.

### Senatus consultum ultimum
Senatus consultum ultimum (ofte forkortet SCU), betyder bogstaveligt talt "Senatets endelige beslutning". Det er en moderne betegnelse for resolutioner vedtaget af det romerske Senat, som gav moralsk og politisk opbakning til, at magistraterne kunne bruge deres fulde magt og tilsidesætte love for at beskytte staten.
SCU er blevet fortolket som noget i retning af undtagelsestilstand, en suspendering af forfatningen eller en form for nødret. Dog er det generelt accepteret, at Senatet ikke havde magt til at lave eller godkende undtagelser til lovene. Således blev lovene ikke faktisk suspenderet. I stedet gav Senatet blot sin moralske opbakning til, at en magistrat kunne handle uden for lovens rammer for at beskytte staten. 
SCU blev første gang brugt mod Gajus Gracchus i 121 f.Kr. for at nedkæmpe en voldelig protest, som ønskede ophævelsen af en koloniall lov. Herefter blev dekretet accepteret, og brugen af det blev hyppigere i løbet af republikkens sidste århundrede. Anvendelsen var politisk omdiskuteret, men diskussionerne handlede som regel om, hvorvidt dekretet var berettiget i forhold til de udfordringer, som staten stod over, snarere end dekretets overordnede legalitet. Den sidste registrerede brug af SCU fandt sted i 40 f.Kr.

## Indflydelse
Den romerske befolkning var inddelt i to klasser: Senatet og det romerske folk (som det ses af den berømte forkortelse SPQR). Det romerske folk bestod af alle romerske borgere, som ikke var medlemmer af Senatet: plebejere og proletarer. Indenrigsanliggender bestemtes af det romerske folk ved forskellige rådsforsamlinger. Senatet var ikke en lovgivende forsamling; et senatus consultum var kun en vejledning i retspraksis, ikke en lov i sig selv. Den egentlige lovgivningsmagt lå hos folkets rådsforsamlinger, som handlede efter Senatets anbefalinger og også valgte byens magistrat.
I republikkens sene periode ændredes den romerske kultur. Men Senatet bevarede en væsentlig indflydelse (auctoritas) på romersk politik. Som Roms repræsentant var det den officielle myndighed, som sendte og modtog ambassadører på byens vegne, som udpegede embedsmænd som provinsguvernører til at styre offentlige landområder, som førte krige, og som bevilgede offentlige midler. Senatet havde også forret til at udnævne de ledende embedsmænd, consulerne, og til at nominere en diktator i nødssituationer.

## References
1. ↑  Byrd, 44
2. ↑  Abbott, 233
3. ↑  Momigliano & Lintott 2012. "The decree was first both passed and accepted by the consul in 121 BC".
4. ↑  Day, Simon (2016-06-28). "Review of "Commanders and Command in the Roman Republic and Early Empire"". Bryn Mawr Classical Review. n. 9. ISSN 1055-7660. the so-called senatus consultum ultimum was not first used in 133... but rather in 121